# 陳同熙
陈同熙（？—？）字会亭，陕西省潼关县人，中国民主革命家，中华民国政治人物。

## 生平
陈同熙是清朝光绪癸丑补行壬子并科举人。后来，陈同熙留学日本，其间加入中国同盟会，和临潼县的郭希仁、蒲城县的王子端、常铭卿、富平县的焦子静、师子敬等人来往密切。归国后，他于清朝光绪三十四年（1908年）任蒲城高等小学堂教员，其间发动学生参加革命。同年九月二十四日蒲案发生时，陈同熙因事外出而幸免，得知情况后乃奔赴西安，发起了陕西全省学堂的罢课运动，最终使常铭卿获释出狱。不久，他因考职而到北京，同军界的革命党人联合上书资政院，罢免陕西新军督练公所总办王毓江，此后陕西籍军人方获得升职空间。
中华民国成立后，陈同熙任民元国会众议院议员。国会遭到解散后，陈同熙留在北京。最终于北京病逝，享年36岁。